# 22 februarie
ianuarie • februarie • martie  • aprilie  • mai  • iunie  • iulie  • august  • septembrie  • octombrie  • noiembrie  • decembrie
22 februarie este a 53-a zi a calendarului gregorian. Mai sunt 312 zile până la sfârșitul anului (313 zile în anii bisecți).

## Evenimente
- 1281: Martin IV devine papă.
- 1288: Nicolae IV devine papă.

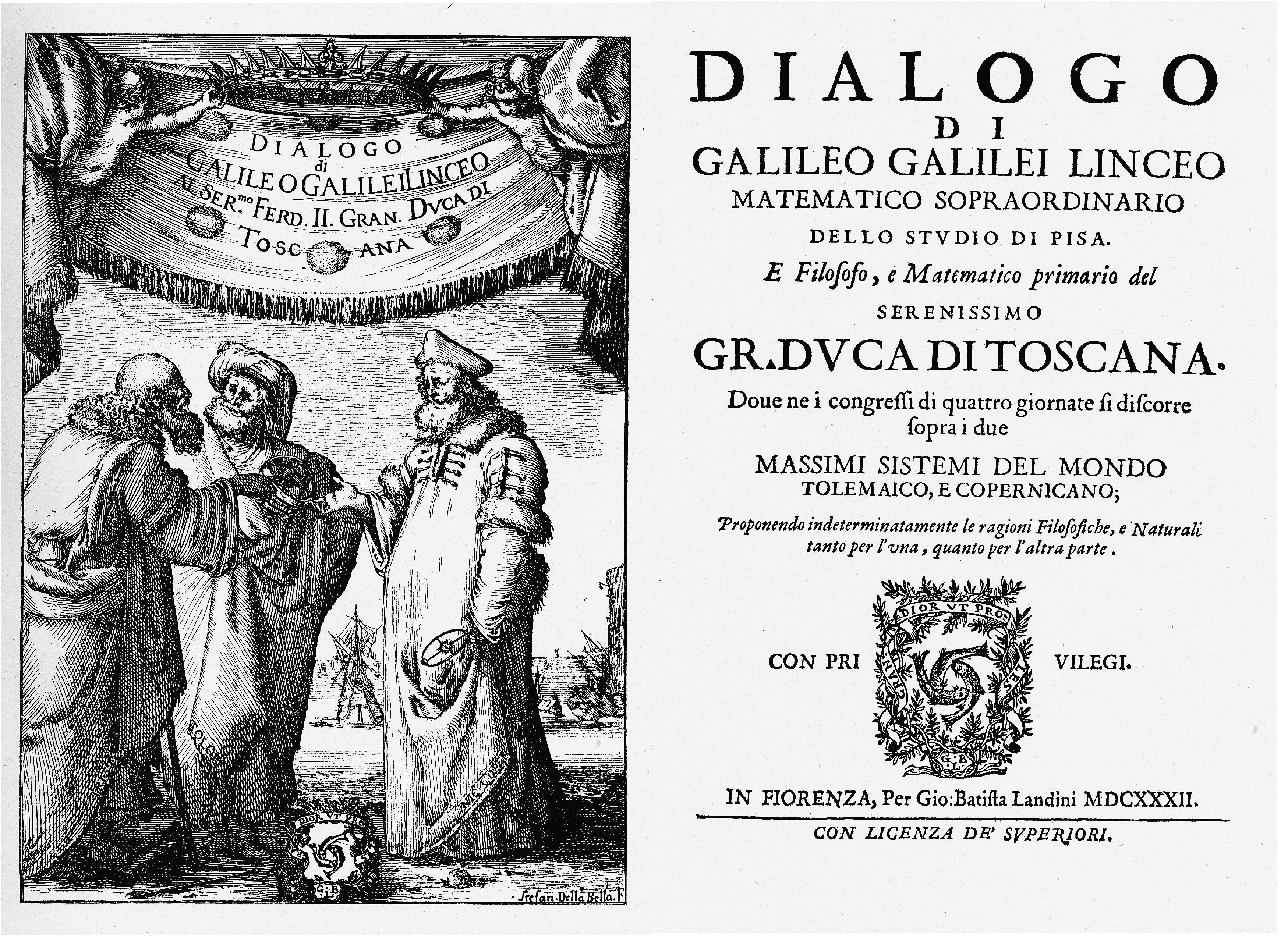
1632: Galileo Galilei publică Dialog despre cele două mari sisteme ale lumii.

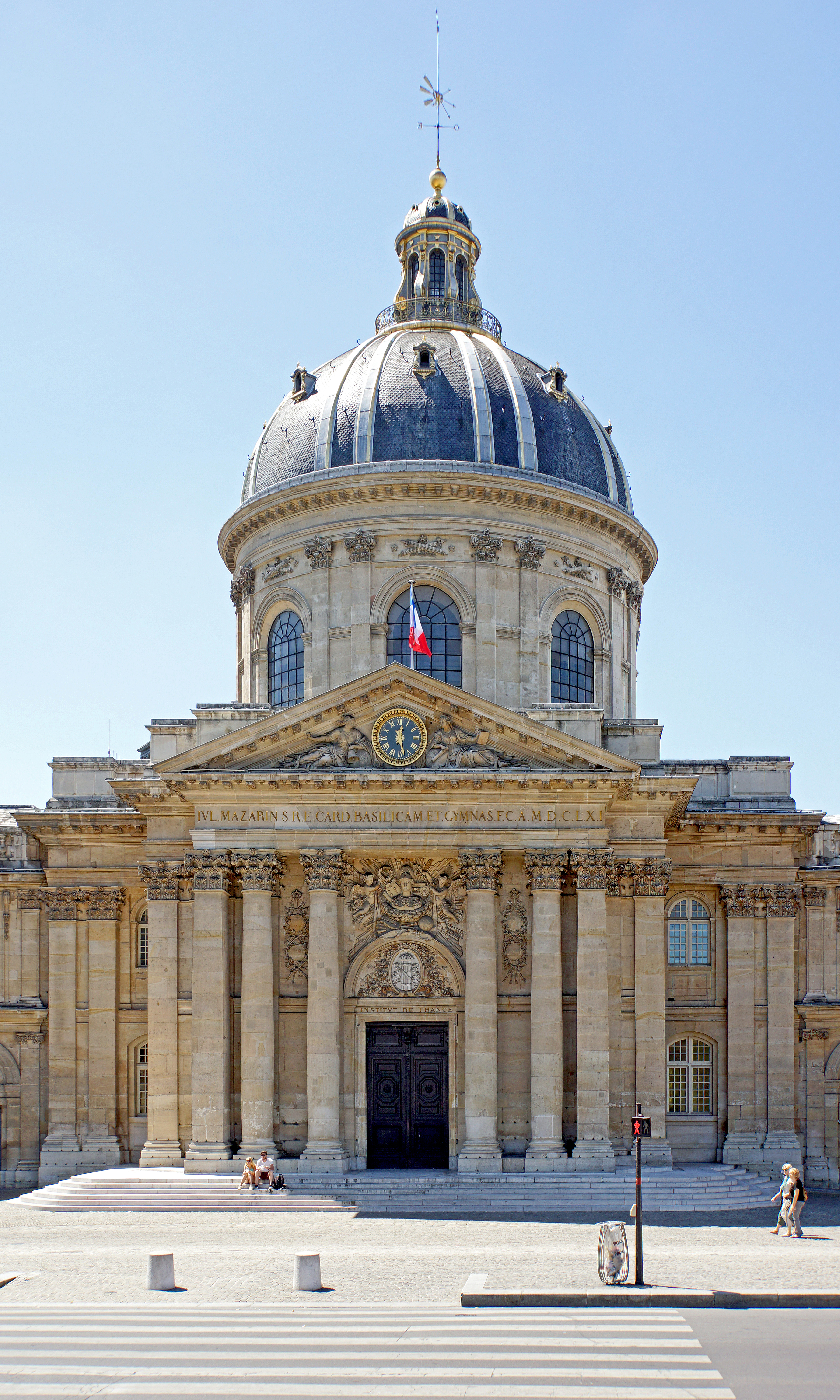
1635: Cardinalul Richelieu fondează Académie française cu mandatul de a supraveghea puritatea limbii franceze.

- 1371: Robert al II-lea devine rege al Scoției, începând dinastia Stuart.[1]
- 1495: Regele Carol al VIII-lea al Franței intră în Napoli pentru a revendica tronul orașului.[2]
- 1632: Galileo Galilei publică Dialog despre cele două mari sisteme ale lumii.
- 1635: La Paris, Cardinalul Richelieu fondează Académie française, cu mandatul de a supraveghea puritatea limbii franceze.
- 1708: Antim Ivireanul este ales mitropolit al Ungro-Vlahiei, după moartea predecesorului său, Teodosie, la recomandarea și cu sprijinul domnitorului Constantin Brâncoveanu.
- 1821: Alexandru Ipsilanti, conducătorul Eteriei, a trecut Prutul, intrând în Moldova, unde a încearcat să-și găsească noi adepți pentru mișcarea sa
- 1882: Serbia se proclamă regat. Milan Obrenovic devine primul rege al Serbiei moderne, sub numele de Milan I al Serbiei (1882-1889).
- 1900: Prima audiție, la Paris, a "Sonatei nr. 2 pentru vioară și pian", de George Enescu (la pian George Enescu).
- 1905: S-a înființat primul sindicat muncitoresc din România, sindicatul lucrătorilor tâmplari, în frunte cu I.C. Frimu și Voicu Andreescu-Râureanu, urmat la 13 și 20 martie de înființarea sindicatului strungarilor și respectiv al lucrătorilor din fabricile de încălțăminte.
- 1906: S-a înființat Institutul Geologic al României și s-a creat corpul geologilor.
- 1907: Încep răscoalele țărănești în județele Dorohoi și Iași.
- 1943: Membrii grupării de rezistență Trandafirul Alb (Die Weiße Rose) sunt executați în Germania Nazistă.
- 1949: Scriitorul Adrian Marino a fost arestat pentru participarea la încercarea de reorganizare a tineretului național-tărănist din facultăți. La 12 octombrie 1950 a fost condamnat la 10 ani de închiosare. Între 1957 și 1963 a avut domiciliu obligatoriu.
- 1979: Proclamarea independenței de stat în Santa Lucia.
- 1979: Decorarea drapelului de luptă al Diviziei "Mărășești", cu prilejul împlinirii a 100 de ani de la înființare.
- 1997: Boxerul Mihai Leu a câștigat primul titlul de campion mondial la box profesionist pentru România.
- 2006: Cel puțin șase bărbați organizează cel mai mare jaf din Marea Britanie, furând 53 de milioane de lire sterline (aproximativ 92,5 milioane de dolari sau 78 de milioane de euro) dintr-un depozit Securitas din Tonbridge, Kent.[3]

## Nașteri
- 1160: Papa Inocențiu al III-lea (d. 1216)
- 1403: Carol al VII-lea al Franței, rege (d. 1461)
- 1732: George Washington, primul președinte american (d. 1799)
- 1788: Arthur Schopenhauer, filosof german (d. 1860)
- 1796: Adolphe Quetelet, matematician belgian (d. 1874)
- 1810: Frédéric Chopin,  compozitor polonez (d. 1840)
- 1810: Grigore Alexandrescu, poet și prozator român (d. 1885)
- 1817: Carl Wilhelm Borchardt, matematician german (d. 1880)

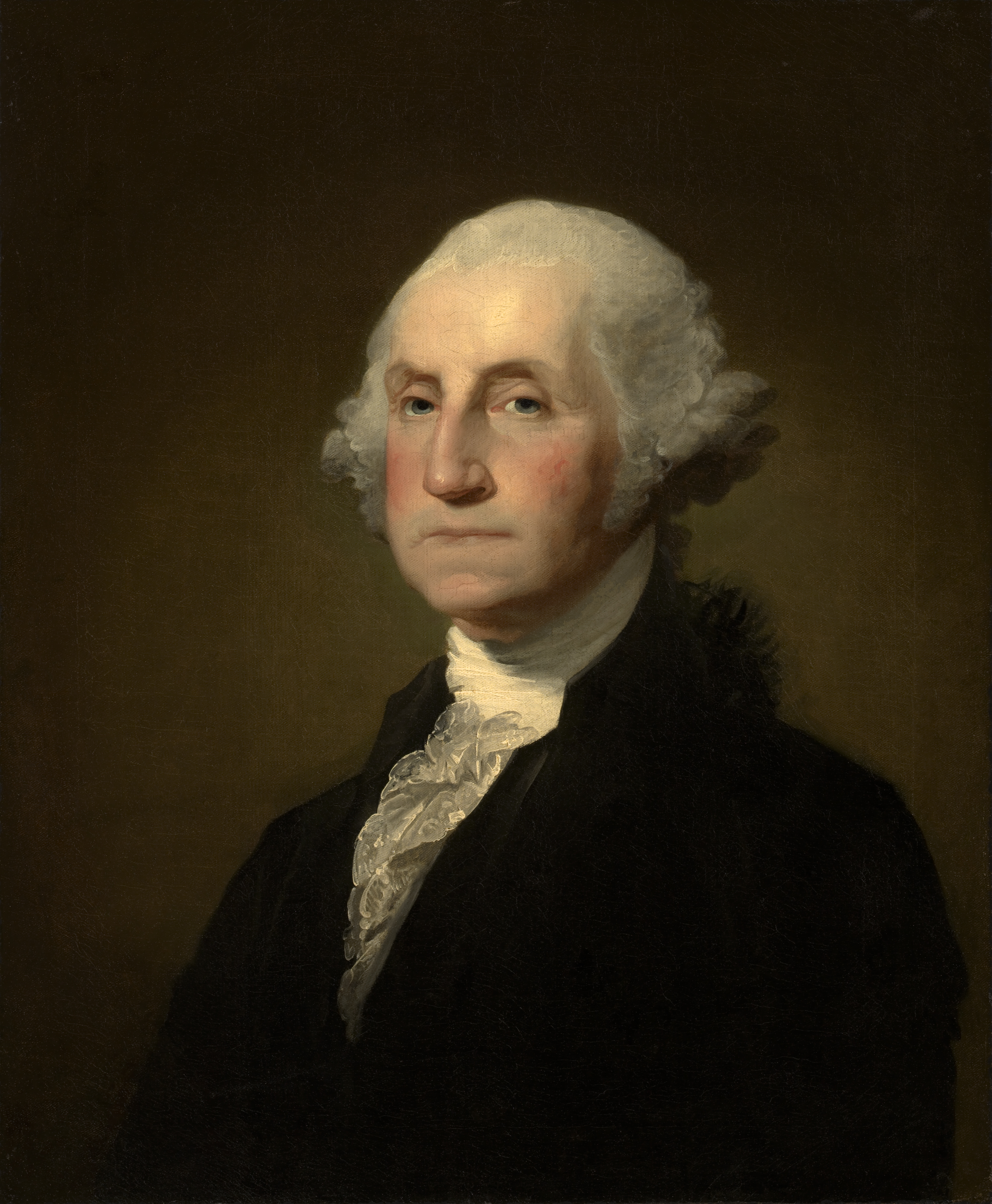
George Washington, primul președinte american
Arthur Schopenhauer, filosof german
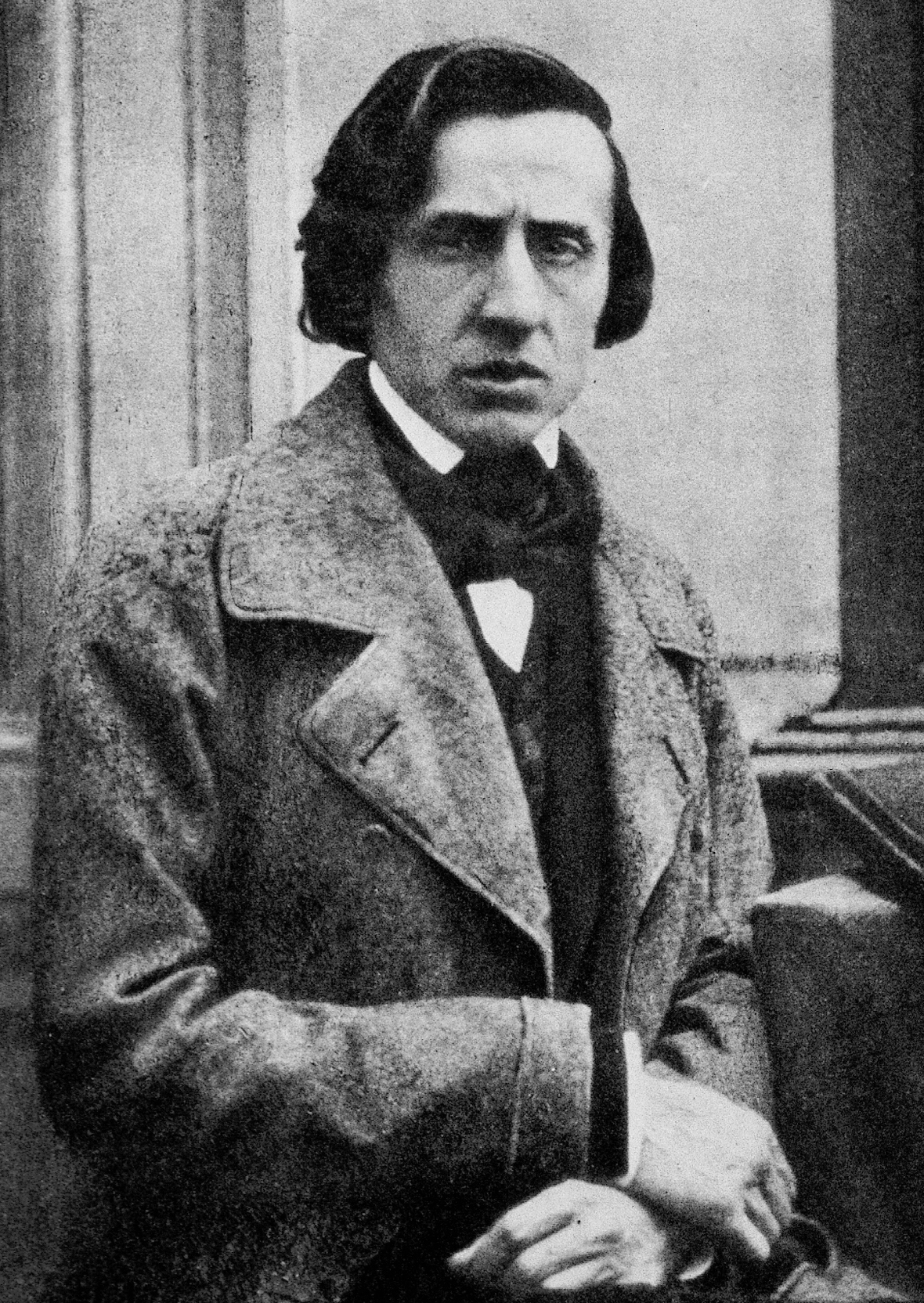
Frédéric Chopin,  compozitor polonez

- 1819: James Russell Lowell, poet și eseist american (d. 1891)
- 1824: Pierre Janssen, astronom francez (d. 1907)
- 1832: Gerzson Ádám, scriitor, și istoric literar maghiar (d. 1906)
- 1837: Prințesa Leopoldine de Baden, prințesa consort de Hohenlohe-Langenburg (d. 1903)
- 1857: Heinrich Rudolf Hertz, fizician german (d. 1894)
- 1857: Robert Baden-Powell, ofițer britanic și fondator al mișcării scout (cercetașii), născut la Paddington, Londra (d. 1941)
- 1864: Jules Renard, romancier și dramaturg francez (d. 1910)
- 1900: Luis Buñuel, regizor spaniol (d. 1983)
- 1901: Justinian Marina, patriarh al Bisericii Ortodoxe Române (d. 1977)
- 1902: Constantin Macarovici, chimist român, membru corespondent al Academiei Române (d. 1984)
- 1903: Tudor Mușatescu, poet, prozator, dramaturg și publicist român (d. 1970)
- 1904: István Nagy, scriitor maghiar (d. 1977)
- 1908: Rómulo Betancourt, politician venezuelean, președinte al Venezuelei între 1945-1948 și 1959-1964 (n. 1981)
- 1908: John Mills, actor englez (d. 2005)
- 1910: György Kovács, actor român (d. 1977)

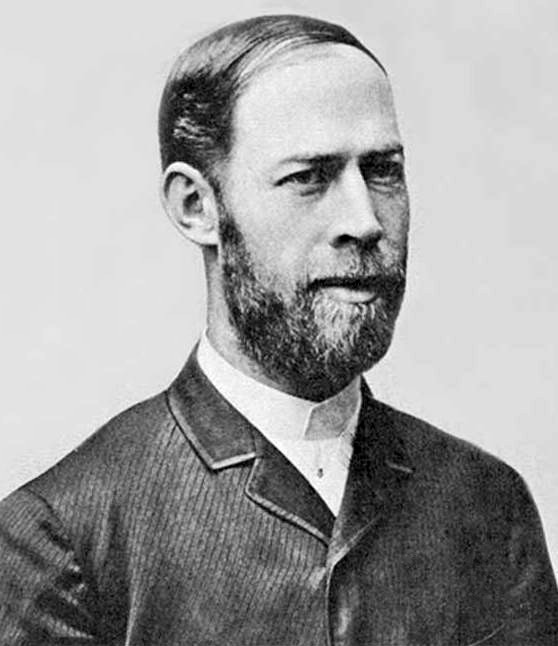
Heinrich Rudolf Hertz, fizician german
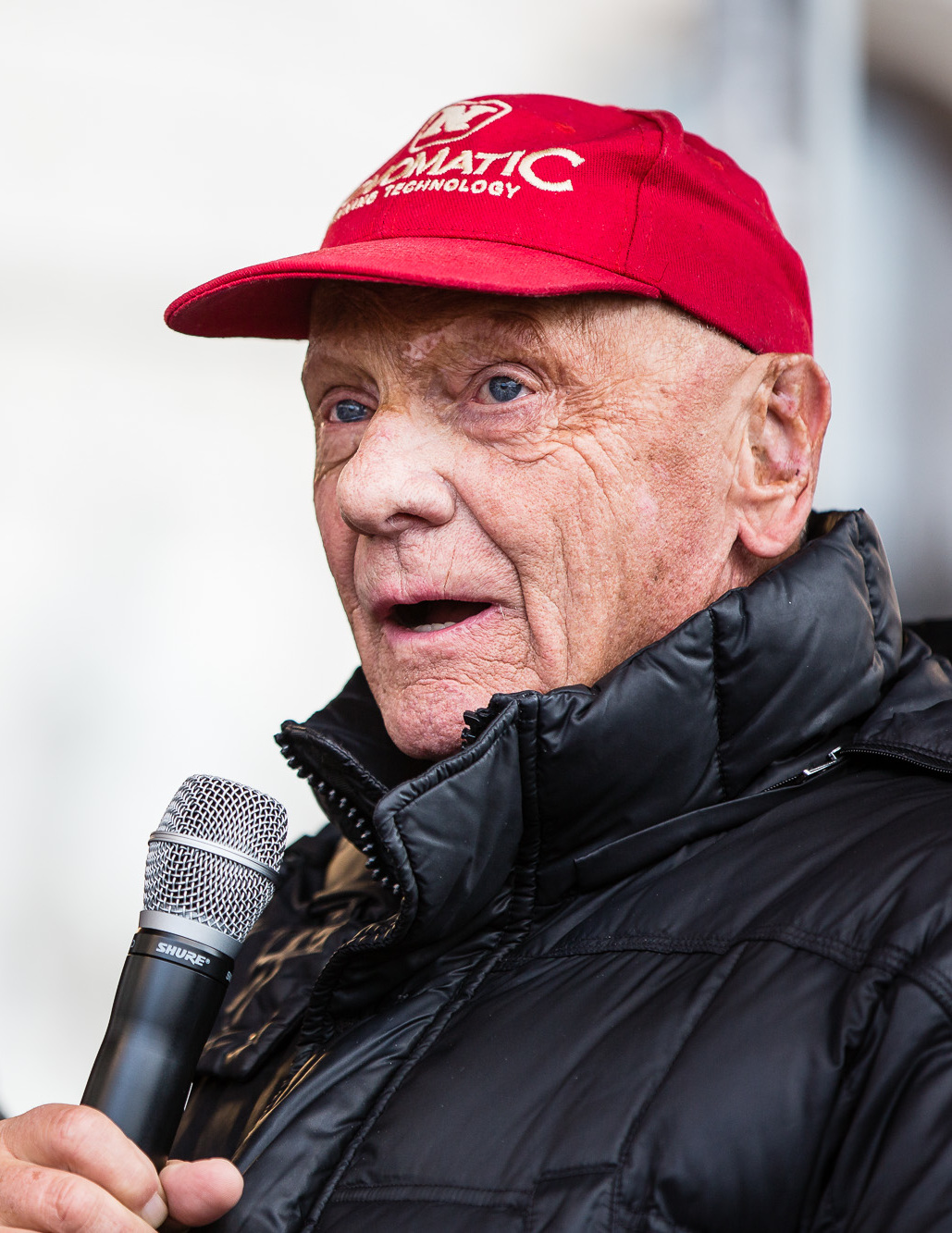
Niki Lauda, pilot austriac de curse
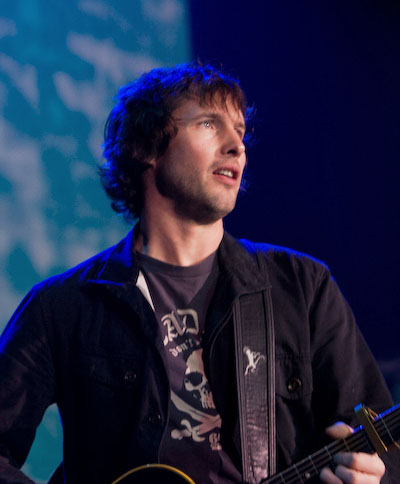
James Blunt, cântăreț englez

- 1923: Zephi Alșec, actor român (d. 1992)
- 1926: Gheorghe Adoc, sculptor și grafician român
- 1932: Aurel Grigoraș, dirijor român (d. 2000)
- 1936: Adam Bodor, scriitor român
- 1942: Costin Georgescu, om politic român (d. 2023)
- 1949: Niki Lauda, pilot austriac de curse (Formula 1) (d. 2019)
- 1950: Miou-Miou (Sylvette Hery), actriță franceză
- 1962: Steve Irwin, naturalist australian și personalitate TV (d. 2006)
- 1967: Dragan Đilas, politician sârb, primar al Belgradului
- 1974: James Blunt, cântăreț, compozitor englez
- 1975: Drew Barrymore, actriță americană
- 1975: Freakadadisk, DJ român
- 1990: Marius Alexe, fotbalist român
- 1998: Einer Rubio, ciclist columbian

## Decese
- 1071: Arnulf al III-lea de Flandra (n. c. 1055)
- 1371: Regele David al II-lea al Scoției (n. 1324)
- 1512: Amerigo Vespucci, explorator italian (n. 1454)
- 1636: Santorio Santorio, medic italian (n. 1561)

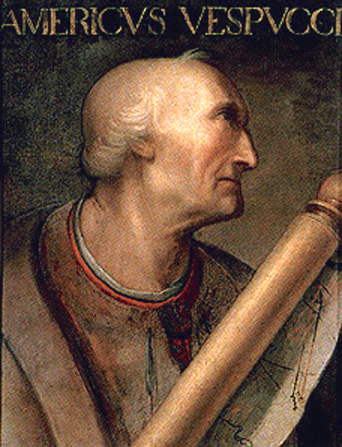
Amerigo Vespucci, explorator italian
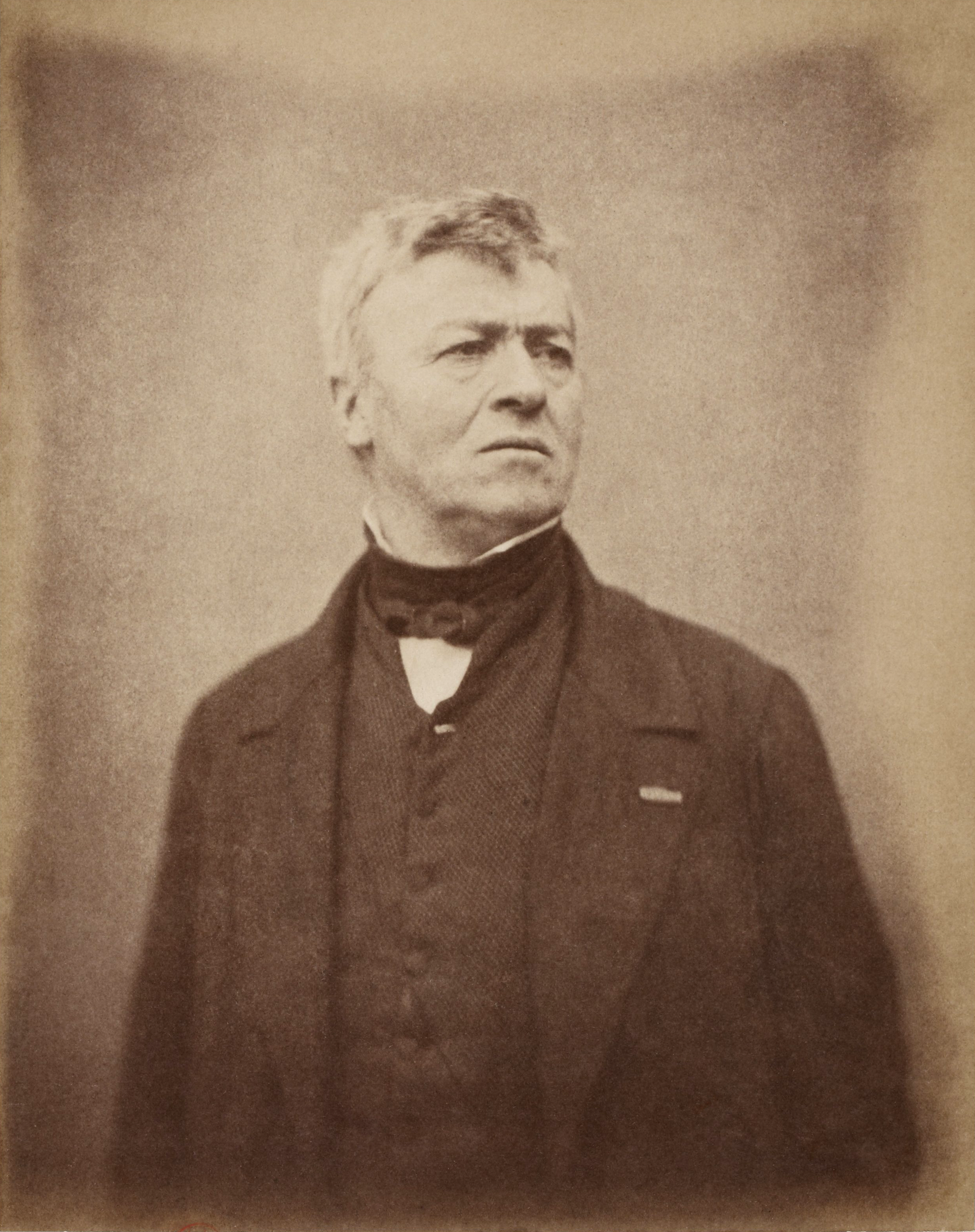
Jean-Baptiste Camille Corot, pictor francez
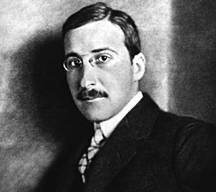
Stefan Zweig, scriitor austriac

- 1674: Jean Chapelain, scriitor francez (n. 1595)
- 1746: Guillaume Coustou, sculptor și academician francez (n. 1677)
- 1780: Francesco al III-lea d'Este, Duce de Modena și Reggio (n. 1698)
- 1797: Baronul de Münchhausen, nobil german (n. 1797)
- 1848: Karoline Amalie de Hesse-Kassel, prințesă germană (n. 1797)
- 1875: Jean-Baptiste Camille Corot, pictor francez (n. 1796)
- 1921: Ernst Gunther, Duce de Schleswig-Holstein (n. 1863)
- 1942: Stefan Zweig, poet, prozator, dramaturg austriac (n. 1881)
- 1977: Marcel Anghelescu, actor român (n. 1903)
- 1980: Oskar Kokoschka, pictor și poet englez de origine austriacă (n. 1886)
- 1987: Andy Warhol, grafician și pictor american (n. 1928)
- 2002: Chuck Jones, creator de desene animate american (n. 1912)
- 2018: Richard Edward Taylor, fizician canadiano-american, laureat Nobel (n. 1929)
- 2024: Artur Jorge, fotbalist și antrenor portughez de fotbal (n. 1946)

## Sărbători
- In calendarul ortodox:Aflarea moastelor sfintilor mucenici din Evghenia
- În calendarul romano-catolic: Catedra Sfântului Apostol Petru

- Ziua Mondială a Gândirii
- Ziua cercetașilor